# The Monolith
The Monolith är en bergstopp i Antarktis. Den ligger i Östantarktis. Nya Zeeland gör anspråk på området. Toppen på The Monolith är 77 meter över havet.
Terrängen runt The Monolith är lite kuperad. Trakten är obefolkad. Det finns inga samhällen i närheten.